# Краузе, Джерри
Джером Ричард (Джерри) Краузе (англ. Jerome Richard 'Jerry' Krause; 6 апреля 1939, Чикаго — 21 марта 2017, там же) — американский спортивный скаут и менеджер, генеральный менеджер клуба «Чикаго Буллз», 6 раз выигрывавшего под его руководством чемпионат НБА. Двукратный обладатель звания Менеджер года НБА (1988, 1996), член Зала славы баскетбола (с 2017 года).

## Биография
Родился в семье владельцев продуктового магазина и играл за бейсбольную сборную средней школы им. Тафта на позиции кэтчера. По окончании школы продолжил образование в Университете Брэдли в Пеории, мечтал о карьере спортивного журналиста. В дальнейшем некоторое время проработал спортивным администратором с командами младших бейсбольных лиг — сначала в Портленде, а затем в Южной Каролине.
Однако в скором времени Краузе начал работать как спортивный скаут. Среди бейсбольных и баскетбольных команд, для которых он занимался поисками талантов, были клубы НБА «Балтимор Буллетс», «Финикс Санз» и «Филадельфия Севенти Сиксерс»; в 1967 году, работая с «Буллетс», Краузе нашёл для них в малоизвестном уинстон-сейлемском колледже будущего члена Зала славы баскетбола Эрла Монро. С конца 1960-х годов он работал в качестве скаута с «Чикаго Буллз», в 1976 году ненадолго заняв также должность директора команды по работе с игроками. С подачи Пата Уильямса, на тот момент генерального менеджера «Буллз», который высоко оценивал его скаутские способности, Краузе получил прозвище «Ищейка» (англ. Sleuth). Он оставался с «Буллз» до тех пор, пока не закончилась первая успешная эпоха в истории команды, и в 1978 году стал скаутом клуба МЛБ «Чикаго Уайт Сокс». Благодаря ему эта команда приобрела у «Сан-Диего Падрес» шорт-стопа Оззи Гильена, будущего игрока матчей всех звёзд, а в дальнейшем её генерального менеджера.
В 1980 году «Уайт Сокс» перешли в собственность Джерри Райнсдорфа и Эдди Эйнхорна. Когда в 1985 году финансовая группа во главе с Райнсдорфом приобрела также «Чикаго Буллз», Краузе предложил Райнсдорфу свою кандидатуру на пост генерального менеджера этого клуба. Позже Райнсдорф, к тому моменту знавший его только как бейсбольного скаута, рассказывал, что едва сдержал смех при этом предложении, но когда Краузе изложил ему свой план по перестройке команды, выяснилось, что их идеи совпадают, и контракт был заключён.
К этому времени в «Чикаго» уже играл Майкл Джордан, но именно Краузе выстроил вокруг него всю остальную команду. В 1987 году он пригласил Фила Джексона, которого в своё время нанимал для «Буллетс» как игрока и который в дальнейшем тренировал клубы второстепенных лиг, на должность помощника главного тренера «Буллз». Два года спустя благодаря Краузе состоялось назначение Джексона главным тренером «Чикаго». Он же нашёл для клуба помощника главного тренера Текса Уинтера, одного из первых приверженцев системы «атаки треугольником». На драфте 1987 года, выбрав в первом круге Олдена Полинайса, Краузе сразу же обменял его у «Сиэтла» на Скотти Пиппена, добавив два права выбора в будущих драфтах. Он отдал лучшего друга Джордана, Чарльза Окли, в «Нью-Йорк Никс» за центрового Билла Картрайта, который вместе с Джорданом и Пиппеном затем сформировал основу нападения «Чикаго». Другими сильными игроками, которых Краузе привёл в команду к началу 1990-х, были Хорас Грант, Джон Пакссон, Крейг Ходжес и Би Джей Армстронг. Этот состав стал первым со времён «Бостон Селтикс» начала 1960-х годов, которому удалось выиграть чемпионат НБА трижды подряд — с 1991 по 1993 год, но уже до этого, в 1988 году, Кразуе был удостоен звания «Менеджер года НБА».
После того, как Джордан в первый раз завершил баскетбольную карьеру и перешёл в бейсбол, Краузе два года подбирал состав, ориентируясь на Пиппена как на основного плеймейкера. В помощь Пиппену он привёл в клуб Тони Кукоча, выбранного на драфте за несколько лет до этого, и этот состав даже после потери главной звезды «Буллз» оба года доходил до полуфинала Восточной конференции. После возвращения Джордана в сезоне 1995/96 Краузе заключил контракты с новой группой игроков поддержки, включая Денниса Родмана, Рона Харпера, Люка Лонгли, Стива Керра и Билла Веннингтона. Этот новый состав, в котором от старого сохранились только главный тренер, Джордан и Пиппен, снова завоевал чемпионское звание три раза подряд, а сам Краузе в 1996 году вторично был признан менеджером года НБА.
Несмотря на совместные успехи, у Краузе трудно складывались отношения как с Джорданом, так и с Филом Джексоном. Конфликт с Джорданом, который начался в результате обмена Окли, продолжился из-за разногласий по поводу Кукоча. Джордан дал генеральному менеджеру «Буллз» новое прозвище — «Крошки» (англ. Crumbs) — за то, что тот постоянно сорил крошками от пончиков на свой пиджак. В 1997 году Краузе заявил прессе, что чемпионаты выигрывают не игроки и тренеры, а организации, и после очередного чемпионского звания Джордан вторично объявил о завершении карьеры, Пиппен перешёл в «Хьюстон Рокетс», а Фил Джексон — в «Лос-Анджелес Лейкерс». Оставшись без главных звёзд, генеральный менеджер предпринял несколько рискованных шагов по подбору нового состава, в конечном итоге себя не оправдавших. Он пригласил малоизвестного тренера Тима Флойда из команды Айовского университета, затем на роль нового лидера команды выменял новичка года Элтона Брэнда, в компанию ему приведя в клуб вчерашних студентов Эдди Карри и Тайсона Чендлера. В итоге в пять сезонов после ухода Джордана клуб одержал только 96 побед при 282 поражениях, тогда как Фил Джексон в это время трижды подряд выиграл чемпионат НБА с «Лейкерс», а Джордан вторично вернулся в НБА в составе «Вашингтон Уизардс»; это создало впечатление, что Краузе позволил им уйти, не исчерпав их богатый потенциал, и в конце сезона 2002/3 он подал в отставку с поста генерального менеджера.
После расставания с «Буллз» Краузе вернулся к карьере скаута и в этом качестве работал с бейсбольными клубами «Нью-Йорк Янкис», «Нью-Йорк Метс» и «Аризона Даймондбэкс». Он умер в марте 2017 года, оставив после себя жену Тельму, двух детей и четырёх внуков. Менее через две недели после этого его имя было включено в списки Зала славы баскетбола; Райнсдорф, избранный в Зал славы за год до этого, в своей речи по этому случаю заявил, что успехи «Буллз» в 1990-е годы были бы невозможны без вклада Краузе.